# Frontera entre Uganda i Ruanda
La frontera entre Uganda i Ruanda és la línia fronterera de 169 kilòmetres, en sentit Est-Oest, que separa Uganda de Ruanda a l'Àfrica oriental. El seu extrem oriental és eltrifini entre els dos països i la República Democràtica del Congo, a les proximitats de Ruhengen (Ruanda). A l'est hi ha el trifini amb Tanzània. Separa les províncies ruandeses del Nord i Est de la regió ugandesa de l'Oest (districtes de Kabale, Kisoro i Ntugamo), així com un petit fragment del tradicional regne d'Ankole. Travessa els volcans extints Sabinio, Mgahinga i Muhabura a les muntanyes Virunga, aplegant el Parc Nacional dels Volcans de Ruanda, el Parc Nacional de Mgahinga Gorilla d'Uganda, i el Parc Nacional Virunga a la veïna República Democràtica del Congo.
Ambdós països finalitzaren les seves disputes frontereres amb un acord l'abril de 2010 amb la demarcació fronterera entre Kisoro (Uganda) i Ruhengeri (Ruanda), mitjançat una Comissió Fronterera Conjunta que va iniciar els seus treballs en 2007.